# جامع الصالح
الاسم جامع الشعب وليس الصالح

## المسجد
تبلغ المساحة الكلية للجامع والكلية والمرافق التابعة لهما 224 ألفا و831 مترا مربعا شاملة الطرق والحدائق وممرات المشاة ومواقف السيارات، فيما يصل ارتفاع مبنى الجامع إلى 24 متراً ويتسع لأكثر من خمسة وأربعين ألف مصل بالإضافة إلى مصلى خاص بالنساء يتسع لـ2000 امرأة ومن ثم تمت التوسعة لمصلى النساء ليتسع لعدد 4000 امرأة، فضلا عن الباحات الجانبية. ويتكون الجامع من صالة الصلاة الرئيسة بمسطح 13,596متر مربع ولها ارتفاعين، ويوجد لها 10 أبواب رئيسة من الصوحين الشرقي والغربي، وكذلك 5 أبواب من الجهة الجنوبية تؤدي إلى الرواق الخلفي للجامع وصحن الكلية الشرعية ومنطقة المواضيء. ويغطي المنطقة الوسطى لسقف الجامع
خمس قباب، أربع قباب بقطر 15.60متر وارتفاع 20.35 متر من سقف الجامع، والقبة الوسطية وهي الأكبر بقطر 27.40 متر وارتفاع 39.60 متر من سقف الجامع، كما أن هناك أربع قباب صغيرة في الأركان الأربعة لسقف الجامع بقطر 8.90 متر وارتفاع 12.89 متر من سقف الجامع، بالإضافة إلى ست مآذن أربع مآذن على جانبي الجامع بارتفاع 100 متر ومأذنتين على جانبي الكلية الشرعية بارتفاع 80 متر.

## كلية القرآن والعلوم الإسلامية
توجد بالجامع كلية القرآن الكريم والعلوم الإسلامية وتتكون من ثلاثة أدوار وتحتوي على 20 فصلًا دراسيًا وقاعات للمحاضرات ومكتبة خاصة للرجال وأخرى للنساء وقاعة لحفظ المخطوطات ومرافق صحية. ويشمل الجامع على مرافق وخدمات متكاملة ومواقف للسيارات تتسع لحوالي ألف و900 سيارة كما تحيط بالجامع مجموعة من الحدائق والمسطحات الخضراء.

## مواصفات البناء
وقد روعي أن يتخذ المشروع الشكل المستطيل، وقسمت قاعة الصلاة الرئيسية إلى جناحين شرقيٍ وغربي، أما الانطلاق من المنطقة الطرفية إلى المنطقة الوسطى فتتأمن بتدرجاتٍ في جسم الجامع من الأسفل إلى الأعلى وبتكوين فراغاتٍ أسفل القباب الرئيسية البالغة ثلاثًا وعشرين قبةً جاءت تحقيقًا للفكرة المعمارية وتأكيدها، وروعي فيها تدرج علاقة المصلى بالجامع عن طريق الأروقة حتى الوصول إلى القبة الرئيسية الكبرى. ويضم الجامع مصلى للنساء يقع أعلى الرواق الخلفي ويتصل بالجامع عن طريق نوافذ مطلة على قاعة الصلاة عبر مداخل خاصة، تحقق الفصل بين الرجال والنساء.
ومن الواضح أن الفكرة المعمارية قد خلفت تكوينًا وشكلًا هندسيًا رائعًا من الخارج يتيح للناظر فهم عناصر المشروع من كل الجهات.

## مناراته
ويتميز الجامع بست مناراتٍ فريدة ذات تصميمٍ خاصٍ، ارتفاع أربعٍ منها يبلغ مائة وستة أمتار مع الهلال، وقد استخدمت فيها أساسات خاصة تصل إلى عمق خمسة وثلاثين متراً، وبقطر سبعين سنتيمتراً لكل مئذنة، وهو ما سيساعد في تقوية المبنى على مقاومة الزلازل.

## الأحجار المستخدمة
وهكذا برزت مجدداً الأحجار التي اشتهر اليمنيون عبر التاريخ باستعمالها كمادة للبناء، أضف إلى ذلك أحجار البناء والزينة بصفتها مصادر طبيعية تمتاز بقدرة فائقة على مقاومة العوامل البيئية وبتناغمها مع الطبيعة المحيطة، فضلًا عن عمرها الافتراضي الكبير، ولهذا الغرض تم أخذ عينات من أحجار سد مأرب التاريخي، وعرش بلقيس، للمقارنة بين أحجار الموقعين وأحجار المصدر المعتمد لبناء جامع الرئيس الصالح. وبناء على ذلك تم تحديد مواصفات المشروع بأربعة أصناف من الأحجار، أحجار بازلتية باللون الأسود وأحجار جيرية بالألوان السوداء والبيضاء والحمراء، كما حددت المواصفات مقاسات أحجار البناء بحيث لا يقل طول الحجر عن (160) سنتيمترًا ولا يقل ارتفاعه عن (80) سنتيمترًا، وخلال تنفيذ المشروع كان يتم عمل عينات معمارية بالشكل المطلوب وبعد موافقة الرئيس عليها يتم اعتمادها وتنفيذها.

## الزخرفة والنقوش
استخدم الحجر الجيري الأبيض للواجهات الخارجية، والحجر الأحمر في الأحزمة الزخرفية في الواجهات فقط لقلة كمياته ولصغر أحجام الأحجار المطلوبة، وأخيراً اعتمد الجرانيت الأحمر المنقط بالأبيض من أجل تكسية الأعمدة الداخلية للجامع.أما الياجور (الطوب الأحمر الطيني) الذي يمتاز بجمالية نادرة وبعمره الافتراضي الكبير، فتم اختياره كمادة بناء لتكسية واجهات المنارات حفاظًا على التراث المعماري اليمني العريق.
ومن صميم التراث اليمني الزاخر بأعمال خشبية فنية، تم استمداد تصميمات الأعمال الخشبية للجامع، ولهذا جرى اعتماد أفخر أنواع الأخشاب المعتمدة عالميًا لصناعة (15) بابًا رئيسيًا يزيد حجم الواحد منها عن (23) مترًا مزخرفة بالخط العربي ومطعمة بالنحاس المعالج بأحدث تقنيات ال«PDV».. أما أعمال السقوف الخشبية فيفوق عددها (30) ألف قطعة زخرفية معتقة بالذهب الخالص والألوان، ومثبتة بارتفاعات وصلت إلى (23) متراً. ولكساء قباب الجامع من الخارج، استخدمت مادة عصرية متطورة اسمها (الجي آر سي) وهي مادة تحاكي الجص اليمني لجهة الطواعية في أعمال الزخرفة، إضافة لميزاتها العالية لجهة الديمومة والمحافظة على الشكل، وبذلك تحققت رؤية فخامة الرئيس متجسدة بأبهى حللها في التوأمة بين التراث والتقنيات العلمية الحديثة.
وبالنسبة لنقش وكتابة الآيات فقد تم نقش سبعمائة وثماني آيات من اثنتين وستين سورة قرآنية، فيما بلغ عدد السور المكتملة في الجامع والكلية ثماني سور هي:(الفاتحة، يس، والرحمن، والقدر، والعصر، والإخلاص، والفلق، والناس).

## الإنارة
اللافت في نجفات الإنارة الداخلية أنها مصنوعة من الكريستال العالمي المعروف، فيما استخدمت مصابيح إضاءة حديثة لإنارة القباب والأعمدة داخل الجامع، وبالنسبة لإنارة المداخل الرئيسية ومصليات الرجال والنساء والممرات الداخلية والخارجية للكلية فقد تم استخدام النجف النحاسي النادر، المشغول يدويًا بنقوش عربية. وتتوافر في الجامع أحدث الأنظمة التقنية الحديثة لكل ما يتعلق بالصوتيات والبث التلفزيوني المباشر، إضافة إلى أنظمة متطورة للحماية من الحريق والصواعق.

## افتتاحه
في يوم الجمعة 23 من ذي القعدة 1429 هجرية الموافق 21 من نوفمبر 2008م تم الافتتاح الرسمي لجامع الصالح وكلية الصالح للقرآن الكريم والعلوم الإسلامية. وقام بافتتاحه الرئيس علي عبد الله صالح رئيس الجمهورية اليمنية وكبار المسؤولين في الدولة إلى جانب أعضاء وفود عربية وإسلامية وأمين عام منظمة المؤتمر الإسلامي وسيد طنطاوي شيخ الجامع الأزهر.

## انظر ايضاً
- الجامع الكبير (صنعاء)
- جامع الجند
- جامع العيدروس (عدن)